# Russie au Concours Eurovision de la chanson 2011
La Russie a participé au Concours Eurovision de la chanson 2011. 
Le 5 mars 2011, à la suite d'une sélection interne, la chanson "Get You" de Alexey Vorobyov est présentée au public russe.

## À l'Eurovision
Le pays participera à la première demi-finale le 10 mai 2011.